# جانيت برينان كروفت
جانيت برينان كروفت (بالإنجليزية: Janet Brennan Croft)‏ هي أمينة مكتبة أمريكية، ولدت في 1961.